# ریلمازولام
ریلمازولام (انگلیسی: Rilmazolam) یک مشتق بنزودیازپین است که به عنوان یک داروی آرام بخش و خواب آور و متابولیت فعال داروی ریلمازافون عمل می کند. این دارو هرگز برای مصارف پزشکی ساخته نشده است، اما پیش داروی یاد شده یک داروی تایید شده در ژاپن است.